# Свирепо настроение
„Свирепо настроение“ е седмият сборник с разкази на българския писател Йордан Радичков. Той е издаден през 1965 г.